# دیرک مولر
دیرک مولر (انگلیسی: Dirk Müller؛ زادهٔ ۴ اوت ۱۹۷۳) دوچرخه‌سوار اهل آلمان است.